# Adolf Ogi
Adolf Ogi (18 de Julho de 1942 — ) foi um político da Suíça.
Ele foi eleito para o Conselho Federal suíço em 9 de Dezembro de 1987 e terminou o mandato a 31 de Dezembro de 2000.
Adolf Ogi foi Presidente da Confederação suíça em 1993 e 2000.